# Daniella Weiss

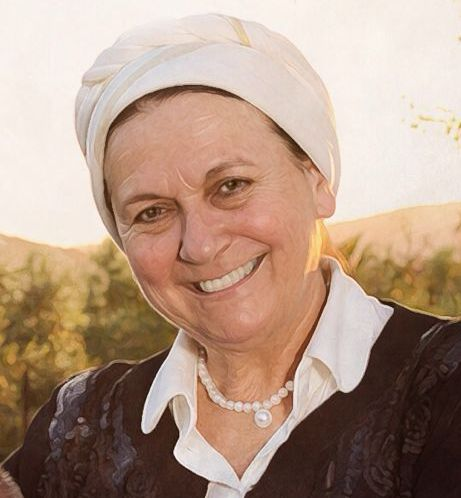
Daniella Weiss (2016)

Daniella Weiss (hebräisch דניאלה וייס, geboren 1945 in Ramat Gan als Daniella Mintz, דניאלה מינץ) ist eine führende Persönlichkeit der nationalreligiösen israelischen Siedlerbewegung. Sie war 1985–1988 Generalsekretärin von Gusch Emunim und 1996–2007 Bürgermeisterin der Siedlung Kedumim im Westjordanland. Weiss gründete 2007 die Siedlerorganisation Nachala (נחלה „Erbbesitz“), welche die Annexion sowohl des Westjordanlands als auch des Gazastreifens durch den Staat Israel befürwortet. Weiss wird seit 2024 von Kanada und seit 2025 vom Vereinigten Königreich mit Sanktionen belegt.

## Biografie

### Jugend, Studium, Berufstätigkeit
Daniella Mintz’ Vater stammte aus den Vereinigten Staaten. Ihre Mutter war in Warschau geboren, aber bereits als Kleinkind mit ihren Eltern ins britische Mandatsgebiet Palästina eingewandert. Rückblickend betonte Daniella Weiss, dass beide Eltern während der Mandatszeit aktive Mitglieder der paramilitärischen Organisation Lechi gewesen seien. Patriotismus sei ihr daher schon in der Kindheit vermittelt worden. Nach Gründung des Staates Israel besuchte Daniella Mintz die Elementar- und Oberschule von Bnei Berak, an denen mehrere Holocaust-Überlebende als Lehrer unterrichteten.
Daniella Mintz und ihr späterer Mann Amnon Weiss kannten sich seit der Oberschule und gemeinsamen Unternehmungen im religiös-zionistischen Jugendverband Bnei Akiva. Sie heiratete ihn 22-jährig. Nach ihrem Militärdienst studierte sie Englische Literatur und Politikwissenschaft an der Bar-Ilan-Universität bis zum Bachelor-Grad. Sie stammte aus einer jüdisch-konservativen Familie und hatte sich während des Studiums dem orthodoxen Judentum zugewandt.
Einige Jahre arbeitete sie als Lehrerin. Die israelischen Erfolge im Sechstagekrieg nahm Weiss als ein Wunder wahr. Die Möglichkeit, als Juden in einer biblischen Landschaft zu siedeln, faszinierte sie, doch ihr Mann war zunächst nicht daran interessiert, den Großraum Tel Aviv zu verlassen.

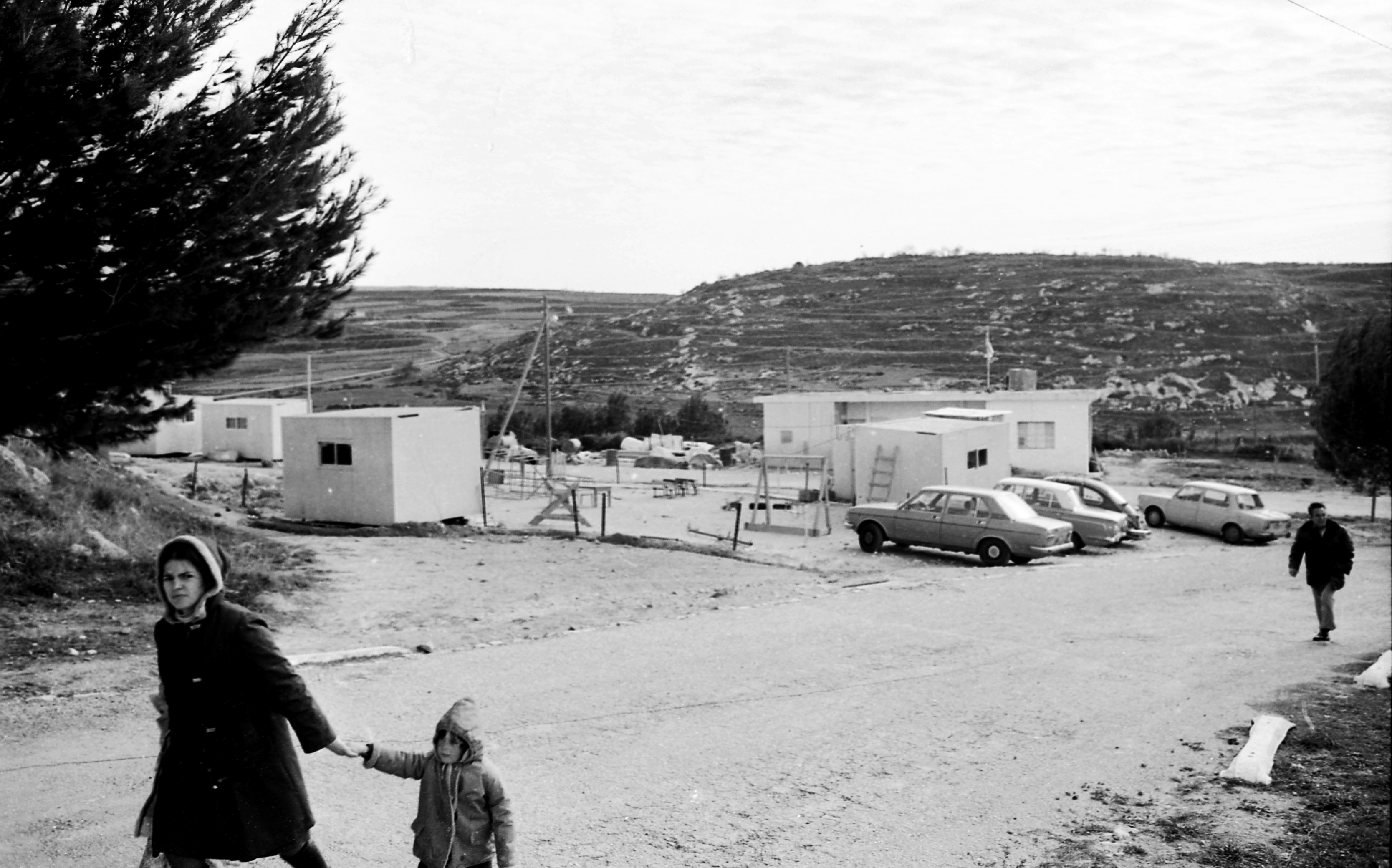
Die neue Siedlung Kadum (1976)

Den Jom-Kippur-Krieg 1973 beschrieb Weiss rückblickend als biografische Wende. Sie interpretierte ihn als Mahnung Gottes und zog mit ihrer Familie von einem Tel Aviver Vorort ins Westjordanland, um sich an der jüdischen Besiedlung zu beteiligen. Sie schloss sich der Gusch Emunim zugerechneten Gruppe Garim Elon Moreh um Beni Katzover an, welche nahe Nablus gegen den Willen der israelischen Regierung eine Siedlung aufzubauen versuchte, was im achten Versuch auf dem Gelände des Militärstützpunkts Kadum gelang. Dies war die Keimzelle der Siedlung Kedumim, wo Weiss mit ihren vier Kindern und dem als Geschäftsmann in Tel Aviv tätigen Ehemann seitdem wohnte. Seit 1979 engagierte sich Weiss für Techija und setzte sich politisch für die Verhinderung des israelischen Rückzugs von der Sinai-Halbinsel ein.

### Generalsekretärin von Gusch Emunim (1985–1988)

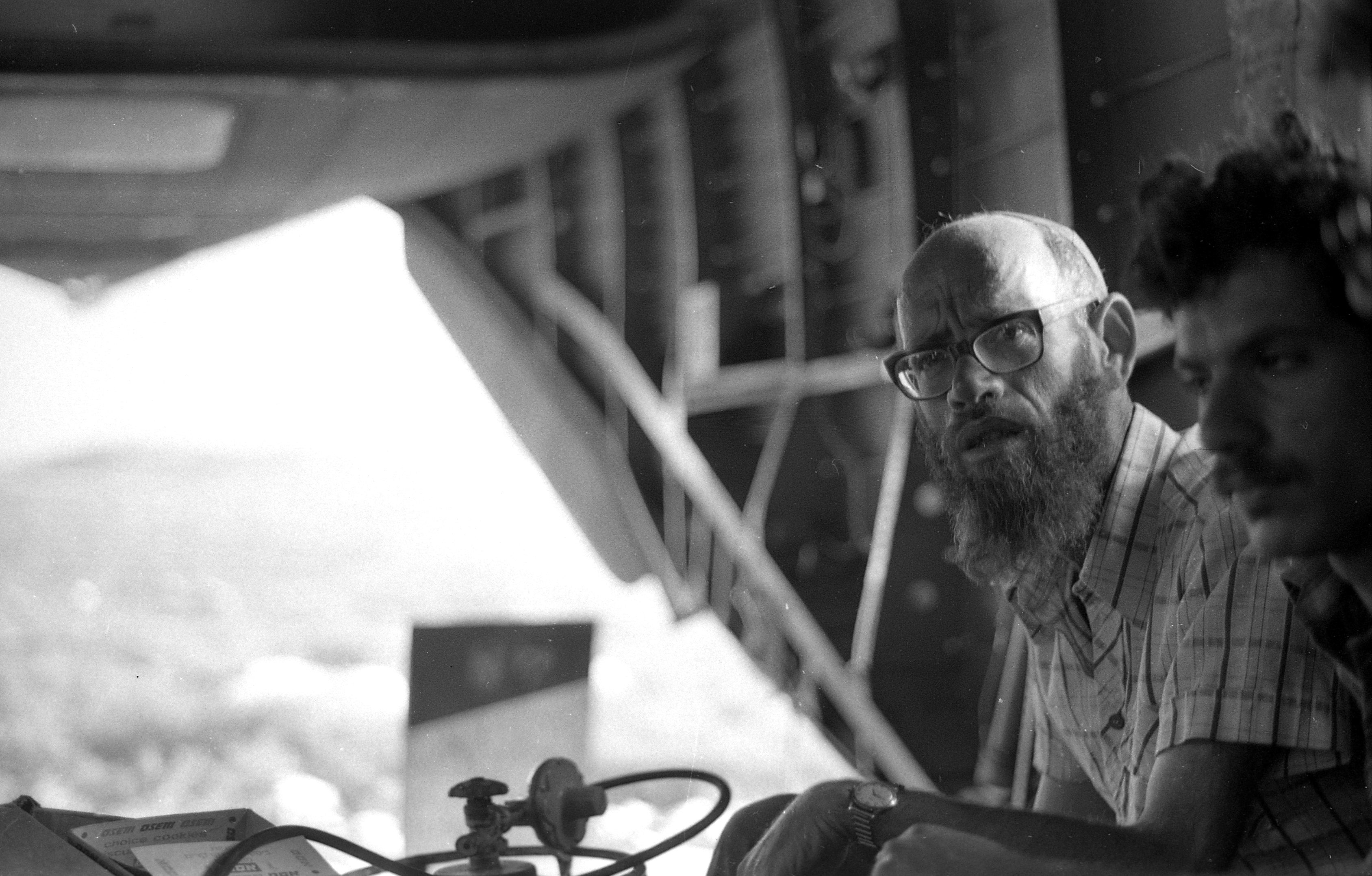
Mosche Levinger (1978)

Weiss, die eine bekanntermaßen gute Beziehung zu Rabbiner Mosche Levinger hatte, wurde 1985 zur Generalsekretärin von Gusch Emunim ernannt. Ende 1986 führten ihre radikalen Positionen aber zu Kontroversen innerhalb der Organisation. Sie setzte sich nämlich für die Amnestie verurteilter Mitglieder des terroristischen Jüdischen Untergrunds ein und stellte die Verdienste von Kibbuzim der Arbeiterbewegung öffentlich in Abrede. Dies veranlasste um die Jahreswende prominente Rabbiner wie Yoel Bin-Nun und Menachem Frumin, sich von Gusch Emunim zu distanzieren. Im Mai 1987 gelang eine Kompromisslösung, bei der Levinger für die ideologische Ausrichtung verantwortlich wurde, Weiss Generalsekretärin blieb und Bin-Nun im Sekretariat mitarbeitete.
Am 6. Mai 1987 leitete Daniella Weiss persönlich Hunderte von Siedlern, die randalierend durch die palästinensische Stadt Qalqiliya zogen, um die Einwohner einzuschüchtern; dies war als Strafaktion für einen Brandbombenanschlag im April 1987 gemeint, dem eine junge Mutter zum Opfer gefallen war.

### Bürgermeisterin von Kedumim (1996–2007)
Die Siedlung Kedumim erhielt 1992 den Status einer Kommune, und seit 1996 amtierte Daniella Weiss als Bürgermeisterin.
Naama, eine Tochter der Eheleute Weiss, war verheiratet mit Avraham Gavish, einem Major der Eliteeinheit Sajeret Matkal. Er wurde im Frühjahr 2002 bei einem Familienbesuch über Pessach in der Siedlung Elon Moreh mit weiteren Familienmitgliedern von einem palästinensischen Selbstmordattentäter getötet; Naama Gavish und die zweijährige Tochter überlebten.
Als entschiedene Gegnerin des einseitigen Abkoppelungsplans der Regierung Scharon rief Daniella Weiss Militärangehörige dazu auf, Befehle zur Evakuierung illegaler jüdischer Siedlungen nicht zu befolgen. Einer ihrer Schwiegersöhne war Kompaniechef an einer Schule für Truppenkommandeure und hatte sich an Evakuierungsaktionen beteiligt. Er geriet dann aber in seinem familiären Umfeld so unter Druck, dass er seinen Vorgesetzten erklärte, Evakuierungsbefehle nicht mehr zu befolgen, und als höchstrangiger Verweigerer im August 2005 von seinen Pflichten entbunden wurde.
Als ein illegaler Außenposten der Siedlung Kedumim im Oktober 2005 von der Polizei geräumt wurde, leistete Weiss als Bürgermeisterin zusammen mit anderen Siedlern dagegen Widerstand, indem sie Polizeibeamte angriffen und Straßen blockierten. Dafür wurden Weiss und zwei weitere Aktivistinnen am 31. Oktober vom Amtsgericht Kfar Sava verurteilt; Weiss wurde fünf Tage unter Hausarrest gestellt.
Im Herbst 2007 kandidierte Weiss nicht mehr zur Wiederwahl in Kedumim; ihr Amtsnachfolger wurde Chananel Durani.

### Gründerin und Direktorin von Nachala (seit 2007)
Die von Weiss gegründete und geleitete Siedlerorganisation Nachala widmet sich dem Fundraising für geplante illegale Outposts. Da Nachala nicht als gemeinnützig anerkannt ist, gründete Weiss 2018 die Crowdfunding-Plattform Geula Titnu LaAretz (גאולה תתנו לארץ „ihr sollt Vorsorge treffen für die Erlösung des Landes“).
Im März 2008 stellte das Amtsgericht von Kfar Sava Daniella Weiss und eine Einwohnerin Kedumims namens Shoshana Shilo unter Hausarrest. Vorausgegangen war ein Polizeieinsatz wegen Brandstiftung in einem palästinensischen Olivenhain nahe Kedumim. Die Tatverdächtigen flohen und ließen ihr Fahrzeug zurück, in dem die Spurensicherung Fingerabdrücke feststellen wollte, als Daniella Weiss erschien und alles anfasste in dem offensichtlichen Versuch, Spuren zu verwischen. Weiss und Shilo, die ihr zur Hilfe eilte, wurden wegen Behinderung der Polizei festgenommen.
Nach dem Beginn der israelischen Militäroperation „Eiserne Schwerter“ befürwortete Weiss die ethnische Säuberung des Gazastreifens. In einem BBC-Interview erklärte sie dazu im März 2024: „Die Welt ist weit. Afrika ist groß. Kanada ist groß. Die Welt wird die Bevölkerung von Gaza absorbieren. Wie machen wir das? Wir ermutigen dazu. Palästinenser in Gaza – die Guten – erhalten dazu die Möglichkeit. Ich sage nicht, sie werden gezwungen, ich sage ermöglichen, denn sie wollen ja gehen.“
Im Juni 2024 verhängte die Regierung Kanadas Sanktionen gegen fünf israelische Organisationen (entities) und sieben Einzelpersonen, darunter Daniella Weiss, „wegen ihrer Rolle bei der Erleichterung, Unterstützung oder finanziellen Beteiligung an Gewaltakten, die von extremistischen israelischen Siedlern gegen palästinensische Zivilisten und ihr Eigentum verübt werden“.
Im Oktober 2024 veranstaltete die Siedlerbewegung Nachala nahe der Grenze zum Gazastreifen eine Konferenz, die die israelische Wiederbesiedlung des Gazastreifens vorbereiten sollte. Weiss als Direktorin von Nachala hielt dabei mehrere Reden, in denen sie ankündigte, dass Juden nach Gaza ziehen und Araber von dort verschwinden würden; binnen eines Jahres, so versprach sie ihrem Publikum, würde diese Vision Realität. Aber nicht nur Gaza und das Westjordanland sollten annektiert werden; die Grenzen des biblischen Großisrael seien die Flüsse Euphrat und Nil. Am 16. November erklärte Weiss in einem Interview des israelischen Fernsehsenders Channel 12, sie habe mit einigen Gleichgesinnten mögliche Siedlungsorte im Gazastreifen erkundet, und auf Nachfrage, sie seien in Begleitung ihnen persönlich bekannter Soldaten im Netzarim-Korridor unterwegs gewesen. Dazu hätten sie einen inoffiziellen Grenzübergang genutzt. Weiss ließ anklingen, dass Siedlungen im Westjordanland mehrfach im Schatten militärischer Stützpunkte hatten Fuß fassen können. Die Israelischen Verteidigungsstreitkräfte stellten daraufhin klar, dass es keine Genehmigung zum Betreten eines geschlossenen Militärbezirks gegeben habe und der Vorfall untersucht werde.
Um "extremistische Siedler zur Rechenschaft zu ziehen", verhängte das Vereinigte Königreich im Mai 2025 Sanktionen gegenüber Weiss. 